# العلاقات الألمانية الرومانية
العلاقات الألمانية الرومانية هي العلاقات الثنائية التي تجمع بين ألمانيا ورومانيا.

## مقارنة بين البلدين
هذه مقارنة عامة ومرجعية للدولتين:
| وجه المقارنة                                              | ألمانيا                                                                              | رومانيا                                                                               |
| --------------------------------------------------------- | ------------------------------------------------------------------------------------ | ------------------------------------------------------------------------------------- |
| المساحة (كم2)                                             | 357.41 ألف                                                                           | 238.40 ألف                                                                            |
| عدد السكان (نسمة)                                         | 81.29 مليون                                                                          | 19.59 مليون                                                                           |
| الكثافة السكانية (ن./كم²)                                 | 227.44                                                                               | 82.17                                                                                 |
| العاصمة                                                   | بون، برلين                                                                           | بوخارست                                                                               |
| اللغة الرسمية                                             | اللغة الألمانية                                                                      | اللغة الرومانية                                                                       |
| العملة                                                    | يورو، مارك ألماني                                                                    | ليو روماني                                                                            |
| الناتج المحلي الإجمالي (بليون دولار)                      | 3.68 تريليون                                                                         | 211.80 مليار                                                                          |
| الناتج المحلي الإجمالي (تعادل القوة الشرائية) بليون دولار | 3.92 تريليون                                                                         | 465.56 مليار                                                                          |
| الناتج المحلي الإجمالي الاسمي للفرد دولار أمريكي          | 41.31 ألف                                                                            | 9.47 ألف                                                                              |
| الناتج المحلي الإجمالي للفرد دولار أمريكي                 | 46.40 ألف                                                                            | 23.63 ألف                                                                             |
| مؤشر التنمية البشرية                                      | 0.926                                                                                | 0.793                                                                                 |
| رمز المكالمات الدولي                                      | +49                                                                                  | +40                                                                                   |
| رمز الإنترنت                                              | .de                                                                                  | .ro                                                                                   |
| المنطقة الزمنية                                           | توقيت وسط أوروبا، ت ع م+01:00، ت ع م+02:00، توقيت أوروبا الوسطى المعياري (ت غ م +1) ‏ | ت ع م+02:00، ت ع م+03:00، أوروبا/بوخارست ‏، توقيت شرق أوروبا، توقيت شرق أوروبا الصيفي ‏ |

## مدن متوأمة
في ما يلي قائمة باتفاقيات التوأمة بين مدن ألمانية ورومانية:
- ترتبط آرنسبرغ مع ألبا يوليا باتفاقية توأمة منذ 18 مايو 1974.
- ترتبط كارلسروه مع تيميشوارا باتفاقية توأمة منذ 1969.
- ترتبط بلاوشتاين [الإنجليزية]‏ مع تشيرنات باتفاقية توأمة.
- ترتبط لاندسهوت مع سيبيو باتفاقية توأمة منذ 1972.
- ترتبط دينكلسبول مع سيغيشوارا باتفاقية توأمة.
- ترتبط هرتسوغنرات مع بيستريتسا باتفاقية توأمة.
- ترتبط كولونيا مع كلوج نابوكا باتفاقية توأمة منذ 29 مايو 1963.
- ترتبط فورشهايم مع Gherla [الإنجليزية]‏ باتفاقية توأمة.
- ترتبط ماربورغ مع سيبيو باتفاقية توأمة.
- ترتبط بورغكيرشن مع Sânnicolau Mare [الإنجليزية]‏ باتفاقية توأمة منذ 25 يونيو 1977.[21][21][21]
- ترتبط مارك كليبرغ مع Zărnești [الإنجليزية]‏ باتفاقية توأمة منذ 6 يونيو 1991.[22][23][24][25]
- ترتبط ينا مع لوغوج باتفاقية توأمة منذ 1983.
- ترتبط فاسربورغ آم إن مع Cugir [الإنجليزية]‏ باتفاقية توأمة منذ 1 سبتمبر 1999.
- ترتبط هلمشتيت مع Orăștie [الإنجليزية]‏ باتفاقية توأمة.
- ترتبط لاوخهامر مع ترجو جيو باتفاقية توأمة.
- ترتبط فيرنيغيروده مع Cisnădie [الإنجليزية]‏ باتفاقية توأمة منذ 1989.
- ترتبط Fürth, Hesse [الإنجليزية]‏ مع زابراني باتفاقية توأمة.
- ترتبط غيرا مع تيميشوارا باتفاقية توأمة منذ 1987.[26][27][28][29]
- ترتبط فولفنبوتل مع ساتو ماري باتفاقية توأمة.
- ترتبط دينغلشتيت مع أيو [الإنجليزية]‏ باتفاقية توأمة.
- ترتبط بودينغن مع Sebeș [الإنجليزية]‏ باتفاقية توأمة.
- ترتبط إلميناو مع تارغو موريش باتفاقية توأمة.
- ترتبط باد كوتستينغ مع سيريت باتفاقية توأمة.

## منظمات دولية مشتركة
يشترك البلدان في عضوية مجموعة من المنظمات الدولية، منها:
| علم المنظمة | اسم المنظمة                               | تاريخ انضمام ألمانيا | تاريخ انضمام رومانيا |
| ----------- | ----------------------------------------- | -------------------- | -------------------- |
|             | مؤسسة التمويل الدولية                     | 20 يوليو 1956        | 23 سبتمبر 1990       |
|             | يونسكو                                    | 11 يوليو 1951        | 27 يوليو 1956        |
|             | مجموعة أستراليا                           | 1985                 | 1995                 |
|             | مركز تنسيق الحركة في أوروبا ‏              | ?                    | ?                    |
|             | مجموعة الموردين النوويين                  | ?                    | ?                    |
|             | مؤسسة التنمية الدولية                     | 24 سبتمبر 1960       | 12 أبريل 2014        |
|             | المركز الدولي لتسوية المنازعات الاستشارية | 18 مايو 1969         | 12 أكتوبر 1975       |
|             | وكالة ضمان الاستثمار متعدد الأطراف        | 12 أبريل 1988        | 10 سبتمبر 1992       |
|             | منظمة حظر الأسلحة الكيميائية              | 29 أبريل 1997        | ?                    |
|             | الاتحاد الدولي للاتصالات                  | 1866                 | 9 فبراير 1866        |
|             | الأمم المتحدة                             | 18 سبتمبر 1973       | 14 ديسمبر 1955       |
|             | منظمة الشرطة الجنائية الدولية             | ?                    | ?                    |
|             | البنك الدولي للإنشاء والتعمير             | 14 أغسطس 1952        | 15 ديسمبر 1972       |
|             | منظمة الأمن والتعاون في أوروبا            | 25 يونيو 1973        | 25 يونيو 1973        |
|             | وكالة الفضاء الأوروبية                    | 31 مايو 1977         | 23 ديسمبر 2011       |
|             | الفريق المعني برصد الأرض                  | ?                    | ?                    |
|             | الاتحاد البريدي العالمي                   | 1 يوليو 1875         | ?                    |
|             | حلف شمال الأطلسي                          | 9 مايو 1955          | 29 مارس 2004         |
|             | منظمة التجارة العالمية                    | ?                    | 1995                 |
|             | المنظمة الهيدروغرافية الدولية             | ?                    | ?                    |
|             | المنظمة الأوروبية لسلامة الملاحة الجوية   | 1960                 | 1996                 |
|             | مجلس أوروبا                               | 13 يوليو 1950        | 7 أكتوبر 1993        |
|             | الاتحاد الأوروبي                          | 25 مارس 1957         | 2007                 |
|             | اتفاقية السماوات المفتوحة                 | ?                    | ?                    |

## أعلام
هذه قائمة لبعض الشخصيات التي تربطها علاقات بالبلدين:
- أيون جورجي مورير (سياسي روماني، 23 سبتمبر 1902 – 8 فبراير 2000)
- روجر سيسيرو (مغني جاز ألماني، 6 يوليو 1970[59] – 24 مارس 2016[59])
- ستيفان هيل (23 ديسمبر 1962[60] – )
- سيموني لاودر (لاعبة كرة قدم ألمانية، 12 يوليو 1986[61][62] – )
- فرديناند الأول ملك رومانيا (24 أغسطس 1865[63] – 20 يوليو 1927[63][64])
- كارمن سيلفا (كاتبة رومانية، 29 ديسمبر 1843[65][66][67] – 2 مارس 1916[65][66][67])
- كارول الأول (20 أبريل 1839[68][69][70] – 10 أكتوبر 1914[68][69][70])
- كارول الثاني (ملك مملكة رومانيا سابقاً، 15 أكتوبر 1893[71][72] – 4 أبريل 1953[71][72])
- كلاوس يوهانيس (سياسي روماني، 13 يونيو 1959 – )
- ماريا ملكة رومانيا (29 أكتوبر 1875[73][74][75] – 18 يوليو 1938[73][75])
- ميخائيل ملك رومانيا (آخر ملوك رومانيا التي تحولت لجمهورية فيما بعد، 25 أكتوبر 1921[76][77][78] – 5 ديسمبر 2017[79][80])
- هيرتا مولر (روائية وشاعرة ألمانية رومانية، 17 أغسطس 1953[81][82][83] – )
- هيلموت دوكادام (لاعب كرة قدم روماني، 1 أبريل 1959[84] – )

## وصلات خارجية
- موقع وزارة الخارجية الألمانية
- موقع وزارة الخارجية الرومانية